# Carlo Ignazio Montagnini
Carlo Ignazio Montagnini, comte de Mirabello, (né à  Trino le 12 mai 1730 et mort à Turin le 18 août 1790) est un diplomate piémontais.

## Biographie
Carlo Ignazio Montagnini naquit le 12 mai 1730 à Trino, ville de l’ancien Montferrat, où son père était notaire. Après avoir reçu une éducation soignée, il alla faire son droit à l’université de Turin. Reçu docteur en 1752, le jeune Monlagnini fut, trois ans plus tard, envoyé à Vienne par le comte Vittorio Martini Cigala, pour liquider la succession du général Domenico Baloira. L’habileté dont il fit preuve dans cette affaire décida le comte Canale, ambassadeur de Sardaigne auprès de l’empereur, à le prendre pour son secrétaire. Telle fut l’importance des services qu’il rendit en cette qualité, que le roi Victor-Amédée III lui conféra en 1773 le titre de comte de Mirabello. Montagnini fut, deux ans après, nommé ministre plénipotentiaire près la diète de Ratisbonne, puis à La Haye en 1778. Revenu à Turin au commencement de 1790, il reçut la croix de Saint-Maurice et le titre de président en second des archives de la cour ; mais il jouit peu de ces honneurs, car il mourut le 18 août de la même année. Montagnini était lié avec plusieurs hommes illustres de son époque, tels Gian Rinaldo Carli et surtout Pietro Metastasio, qui l’appelle dans ses lettres suo caro Monferrino.

## Œuvres
Les archives d'État de Turin conservent de lui beaucoup de manuscrits, parmi lesquels :
- Pro monarchia : c’est un essai sur le gouvernement civil, où l’auteur traite de la nécessité, de l’origine du droit, de ses bornes et de ses différentes formes, selon les principes de Fénelon, Vienne, 1755 ;
- Essai sur l’avantage de connaître le caractère des peuples et leurs goûts pour le gouvernement d’un État, 1756 ;
- Lettre écrite à une dame, sur l’expédition faite par le roi de Prusse en Moravie, Vienne, 11 juillet 1758 ;
- Essai pour servir à l’étude du droit de la nature et des gens, 1759;
- Essai sur le moyen de régler ses études avec profit, 1761 (en langue italienne) ;
- Discours sur la politique en général, Vienne, 1762 ;
- Refutatio de juribus vicariorum imperii, Vienne, 1763, in-4° ;
- Réflexions sur les voyages politiques d’un prince, Vienne, 1765 ;
- De la souveraineté prétendue par les Génois sur toute la Ligurie, 1766 ;
- Réflexions touchant les affaires de la Pologne, écrites à Vienne en 1767 ;
- Mémoire sur l’exequatur des bulles des papes, sur son origine et ses limites dans les États des princes catholiques, 1769 ;
- Réflexions sur les lois adoptées par les princes catholiques contre les corporations religieuses, 1770 ;
- Esprit de Cicéron sur les gouvernements, 1773 ;
- Mémoire touchant le code primitif et conventionnel des nations en fait de commerce et de marine, composé à l’occasion des différends entre la République des Provinces Unies et la Grande-Bretagne, 1780 ;
- Essai sur la tactique moderne, 1782.